# 独島は我が領土
『独島は我が領土』（トクトはわがりょうど、朝: 독도는 우리땅）は、1982年に大韓民国（韓国）で発売されたチョン・グァンテ（鄭光泰） による楽曲。作詞作曲は朴文栄（박문영、パク・ムニョン）。「独島は我らのもの」、「独島は我が地」と訳される場合もある。韓国人の領土意識を高める歌とされ、韓国国内で高い知名度を誇る。
また、日本国内でも大手通信カラオケのDAM、JOYSOUNDにて歌うことができる。

## 概説
テンポがよく韓国では子供から大人まで知らない人はいないといわれている。元来はコメディアンのチョン・グァンテが1982年に歌ってヒットしたもので、日韓間で取り立てて竹島問題は話題にのぼらなかった時期であるという。ディスコのリズムに乗せた演歌調の旋律と、地理や環境、歴史などを羅列した「ナンセンスな歌詞」（佐野良一）により流行し、1984年にはチョ・ヨンナム（趙英男）とキム・ドヒャン（金道郷）がデュエットしてチョ・ヨンナムのアルバムに収載した。韓国では1996年から小学校の教科書に歌詞が載せられ、歌碑も建立されたほか、他の歌手によるカバーも複数発表されている。この曲を歌ったチョン・グァンテは日本への入国が禁止されている。また、日本語訳詞バージョンも発表されている。
歌詞は、1番が独島が鬱陵島から二百里離れ、孤独な島であることや鳥の故郷であることを、2番・3番が地理的内容、4番が歴史的内容（ハワイ島や対馬が歌詞に登場する）、5番が日本が独島を自国の領土だと言い張れば困るという内容を歌っている。なお、時代によりオリジナルから歌詞の細部がやや変更されたバージョンもいくつか存在する。
山田吉彦は自身の著書にて、「歌詞の1番に登場する「孤独な島ひとつ」は島名の由来を説明したものかと推測されるが、そうであるならば独島は明らかに竹島ではないといえる。竹島は西島と東島の「2つ」からなり、「孤独な島ひとつ」ではないからである」と指摘している。
2番の歌詞には独島の住所が示され（バージョンにより行政区画名は異なる）、独島が鬱陵島の附属島であるかのような地理観が示されている。
4番の歌詞の前半部は、智証王治世の西暦513年に島国「于山国」が新羅領となり、それが1454年の世宗実録地理志の50ページ3行目に記されていて、この「于山国」が「独島」であるという主張に基づいている。また後半部は、オリジナルの歌詞には「対馬島は日本領」というフレーズがあるが、1996年に韓国のヒップホップグループ「DJ DOC」が発表した『大韓民国万歳』に収録されたバージョンでは、歌詞の当該部分を「対馬島は知らないけれど」と歌った。これはのちに「対馬島はわが地」と替え歌されて、その要求をエスカレートさせている。イベント・プロデューサーの佐野良一は「現代コリア」紙面において、これを「鬱憤ばらし」と呼び、中高生の柔らかく初々しい感性に、きわめて単純でレベルの低い「韓国は正義、日本は邪悪」という図式を繰り返し刷り込む、一種の「麻薬」とならないかと批判している。
2019年の韓国映画『パラサイト 半地下の家族』では、「独島は我が領土」のメロディに乗せた替え歌が歌われるシーンがあり、日本でもそのまま公開されている。ボン・ジュノ監督は文在寅大統領主催の昼食会において「日本の観客もそれを歌うそうです」と述べて会場の笑いを誘ったが、FNNソウル支局長の渡邉康弘はこのやり取りを「日本の観客を嘲笑もしくは揶揄していると取られかねない」と批判している。
2024年8月（日本語メディアでは9月）、NMIXXがYouTubeチャンネル『MMTG 文明特急』で「独島は我が領土」などをミックスした曲を歌ったと報じられた。